# 丁怡銘牛肉麵失言風波
丁怡铭牛肉面失言风波為中華民國政壇於2020年11月起爆發關的政治風波，起因針對含萊克多巴胺牛、豬肉進口（臺灣進口美國肉類問題），行政院發言人丁怡銘回應臺北市長柯文哲，指皇家傳承牛肉麵店家使用含有萊劑的美國牛肉，引發商家以萊克多巴胺零檢出報告澄清及一連串後續風波，丁怡銘辭職。次年證實該店的肉牛曾有餵含萊劑飼料，但屠宰前依臺灣規定停用，店家因而又在網路上受到大量攻擊，並發生雙方互罵。批評者認為店家用的確實是「飼養過程中用過萊劑的肉」，店家則主張他們使用的肉並非如丁怡銘所言是「含有萊劑的肉」。

## 事件概要

### 起因
2020年11月12日上午，臺北市市長柯文哲出席行政院會議，建議萊豬應有明白標示。會後柯文哲受訪時表示，他以理性務實態度，提出兩個原則「源頭管理、明白標示」以及四個具體建議，以應對萊豬進口的爭議。

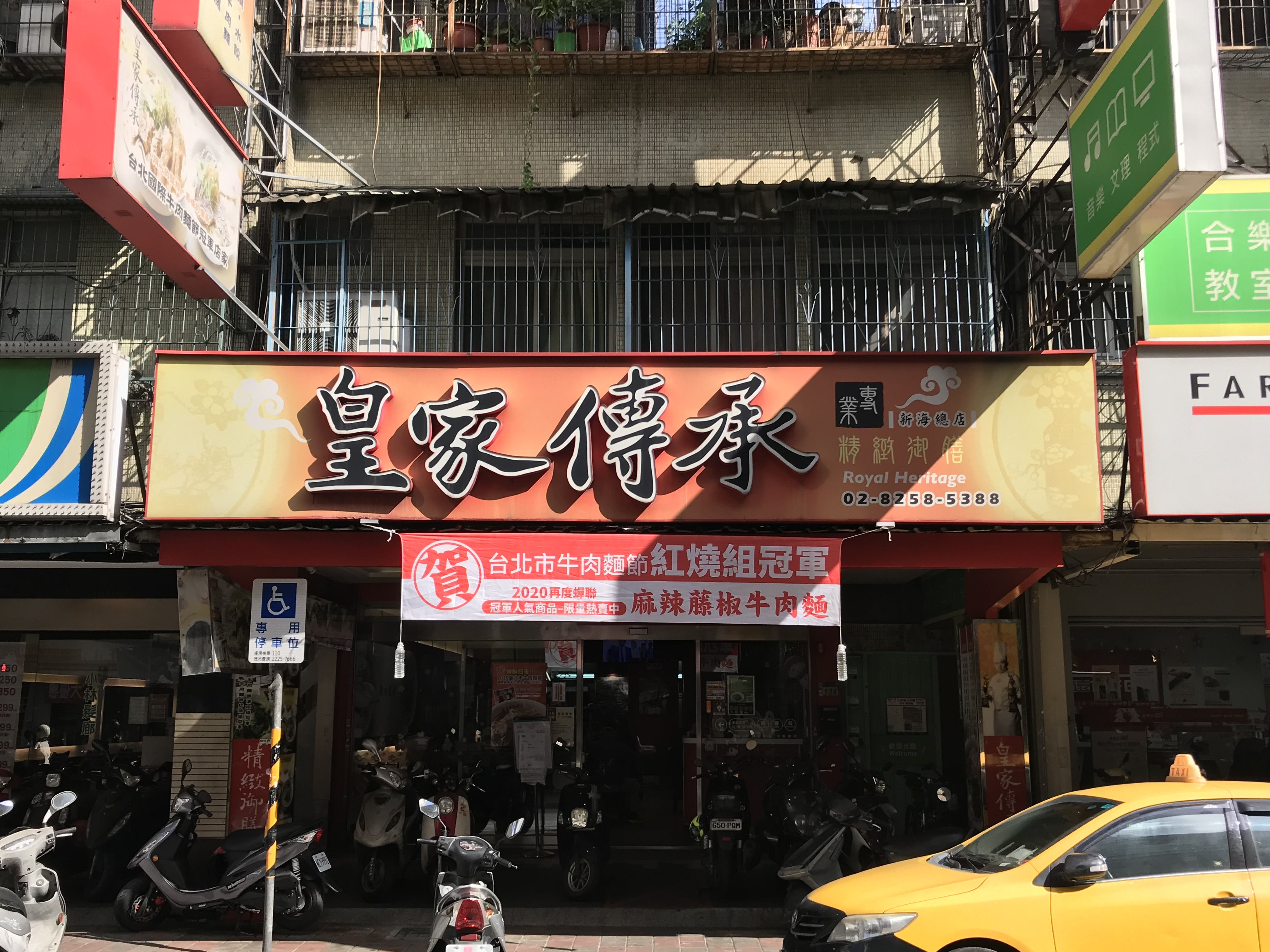
皇家傳承牛肉麵新海總店

行政院發言人丁怡銘召開院會後記者會，表示柯文哲的提議牽涉科學標準和衛生專業，行政院院長蘇貞昌請衛福部和農委會在會後回應。隨後丁怡銘也提到，由臺北市副市長黃珊珊親自頒獎的「2020年臺北國際牛肉麵節冠軍」新北市板橋區「皇家傳承牛肉麵新海總店」使用的便是含萊克多巴胺的美國牛肉，表示符合聯合國標準就不會有食品安全問題；而且若要完全標示，有困難度，也不合理。

### 店家澄清

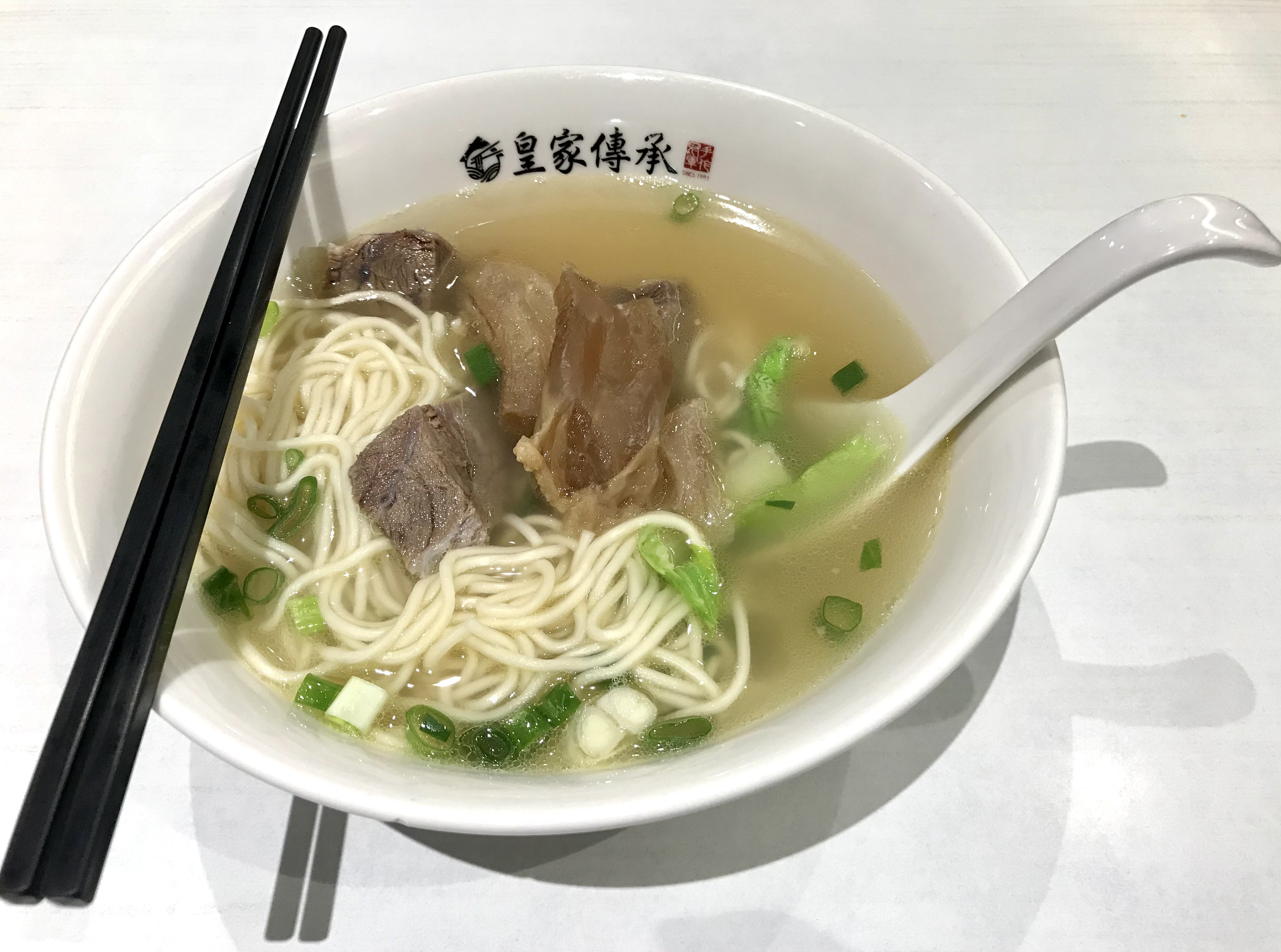
皇家傳承半筋半肉牛肉麵

12日當天，皇家傳承牛肉麵生意受到影響，訂單減少三分之二，以往大排長龍的景象不再。也有民眾打電話來謾罵，或是在Google地圖的評論區留下負評。
下午，台北市牛肉麵交流發展協會理事長鄭正中、皇家傳承牛肉麵總經理陳家斌、牛將軍小吃店老闆廖國斌等人在臺北市議會大廳召開記者會，向行政院抗議、要求道歉，並且在記者會與Facebook粉絲專頁發出SGS檢驗報告，證明萊克多巴胺未檢出。

### 統編風波
在店家發表聲明後，丁怡銘向業者道歉，並於下午約5點偕同民主進步黨立法委員羅致政到達皇家傳承牛肉麵板橋重慶店，下訂100碗牛肉麵致歉，請行政院同仁品嘗老闆的手藝。事後丁怡銘在Facebook上貼出訂單截圖，除了對造成店家困擾向店家致歉外，也表示無論使用哪一國的牛肉，只要合乎國家標準都安全無虞。
不料，丁怡銘貼出的訂單被網友發現打有行政院統一編號「03722403」，遭質疑是為了要報公款，引發爭議。晚間，丁怡銘解釋，出門前就自掏腰包以信用卡請同仁網路下訂，是行政院秘書出於習慣打了統編，這筆錢是他自己要出的；為避免外界誤解，他已向店家重新下訂，取代原訂單。

### 蘇貞昌道歉
13日早上，行政院院長蘇貞昌赴立法院施政報告答詢前受訪，表示丁怡銘原意並非如此，卻歪樓波及皇家傳承牛肉麵，很不好意思。他也說，丁怡銘是年輕人，難免會犯錯，「知錯能改，善莫大焉」。
當日傍晚，蘇貞昌、丁怡銘、羅致政與民進黨立委張宏陸前往皇家傳承牛肉麵板橋重慶店消費，一到店內便向皇家傳承牛肉麵創辦人陳世楨表達歉意。四人吃完，陳世楨表示「我請客」，但蘇貞昌堅持付帳並再次道歉。

### 丁怡銘請辭
15日晚間，丁怡銘表示，因此次風波被在野黨刻意政治操作，他身為發言人的角色與工作難以為團隊加分，更為避免對行政團隊的政務推動造成困擾，他已向行政院院長蘇貞昌提出辭呈，行政院發言人由行政院秘書長李孟諺代理。
但丁怡銘其實仍以幕僚身分進出行政院「指導」媒體、網路相關事務，2021年3月回任行政院顧問，比照簡任第十四職等，月薪約新台幣12萬元。國民黨立委李貴敏批評，行政院顧問應由文官擔任，卻任用丁怡銘，是破壞文官體制。行政院發言人羅秉成表示，行政院於2021年3月聘用丁怡銘擔任比照簡任第十三職等顧問，和過去不同政黨執政時所進用之機要人員，均係依考試院訂定之《各機關機要人員進用辦法》辦理。

### 簡訊風波
16日清晨，丁怡銘在Facebook貼出一張照片，表示是陳家斌傳來鼓勵他的簡訊。但陳家斌表示，這封簡訊不是他傳的，他跟丁怡銘沒有任何聯繫，他才是皇家傳承牛肉麵唯一對外窗口。事後丁怡銘表示，這封簡訊是陳世楨傳的，過幾天他會找時間去皇家傳承牛肉麵新海總店向陳家斌致意。

### 北檢不起訴
台北市議員王鴻薇、侯漢廷與台中市議員羅廷瑋等人赴台北地檢署告發丁怡銘違反《食品安全衛生管理法》。
台北地檢署檢察官傳喚「冠軍牛肉麵店」的3家牛肉供應商，得知飼養過程中都有使用過含有萊劑飼料，但為了符合台灣法規，在屠宰前就停止使用；而這些牛肉來台後，也全都檢驗合格，沒殘留萊克多巴胺。台北地檢署指揮臺北市政府警察局中正第一分局，取得當天行政院記者會會後的影音檔案，並製成勘驗筆錄，得知：
當時因為有記者提問柯文哲有意將美國進口的豬肉要標示飼養有無使用萊劑飼料，丁怡銘當時重申，行政院針對殘留值定義標準，不會針對動物在飼養過程中吃了什麼，因此舉店家肉牛為例。 
2021年8月13日，台北地檢署認定，店家使用的美國牛肉的確有餵含萊劑飼料，屠宰前2天才停藥，丁怡銘言論並無不當，故裁定丁怡銘不起訴處分。柯文哲同日表示，丁怡銘對店家沒惡意，有惡意是對付柯文哲而已，「所以丁丁是個人才」；陳家斌則說，對於檢察官的決定，他沒有任何看法或評論。

## 各方反應
- 中華民國總統兼民主進步黨主席蔡英文：在11月19日民進黨中常會表示，未來幾個月事情會滿多的，雖然民進黨在上次選舉中有817萬的支持者，但是民主社會沒有絕不離開的支持者；民進黨在處理問題上應該要更小心謹慎，與支持者保持溝通，讓他們有信心、能理解[23]。
- 行政院院長蘇貞昌：於11月13、14日接連道歉，表示會謙卑檢討、勇敢改正[11][24]。
- 中國國民黨主席、立法委員江啟臣：表示丁怡銘執行的就是行政團隊的整體意志，牛肉麵之亂不會只是丁怡銘一個人該負的責任。另外也批評，行政院自失格局的作為直接影響中央與地方政府的互信，就算丁怡銘離職，行政院內還會有千千萬萬個丁怡銘[25][24]。也表示，丁怡銘讓大家更不相信蔡英文政府的預算花用，尤其在廣告採購事項[26]。
- 時代力量立法委員邱顯智：行政院發言人每個月都有特別費新台幣21,700元，他質疑行政院能否打統編報帳，呼籲審計部調查。另外也批評，丁怡銘扛起全責，掩護躲在後面的行政院高層，使行政院高層能逃避推諉[27][28]。
- 柯文哲：於11月13日在臺北市議會市政總質詢中說，臺北市政府發言人比較正直、不會像丁怡銘這樣；如果要他給丁怡銘打分數，「丁丁是個人才」，滿分100分，他會給丁怡銘打120分，因為丁怡銘自爆了[29]。於11月13日中午赴牛將軍小吃店用餐時說，民進黨玩政治玩過頭，每個事件都拿來搞政治，後果就是這樣；希望民進黨解決問題，不要每天搞政治、抹紅抹黑別人[30]。
- 前高雄市政府新聞局局長王淺秋：於11月14日在Facebook發文批評，堂堂行政院發言人丁怡銘，拿民間小店當政治鬥爭犧牲品，隨意指控、發假新聞，上門道歉卻拿人民納稅錢埋單，被抓包才急急說自己付款，丟盡國家文官的臉[31]。
- 中國國民黨立法院黨團：於12月15日舉辦記者會諷刺，本日民進黨官方LINE帳號推出的「敢按呢？2020十大錯假訊息票選活動」，「境內假消息」選項全都是不利蔡英文政府的言論；更諷刺民進黨，應該增列「丁怡銘誣指皇家傳承牛肉麵使用萊牛」、「蘇貞昌點名信功肉品支持開放萊豬」等四則假消息，鐵定可以獲得前四名[32]。
- 朱學恒：於12月15日在Facebook開網路直播稱，他的「2020十大錯假訊息」排行榜，「丁怡銘誣指皇家傳承牛肉麵使用萊牛」是第一名；諷刺民進黨製造假消息，「不能因為自己專業，就隨意票選別人唬爛，自己當沒事」[33]。
- 中國國民黨Facebook粉絲專頁：發表文章批評，蔡英文政府上任至今，民進黨政治人物製造假消息愚弄人民，卻都沒有被處罰；「小市民不斷被政府騷擾，民進黨那些當官的從來都不會有事，綠色果真是原諒的顏色」[34]。
- 中國國民黨新北市黨部發言人蕭敬嚴：赴臺北市政府警察局松山分局檢舉蘇貞昌散布珍愛藻礁公投相關假消息時批評，有一種假消息叫做「民進黨說你是假消息」，假消息的定義都是民進黨自己定義：只要不合民進黨的意、只要批評民進黨、只要打臉到民進黨，就通通會被說成是假消息[35]。

## 相關事件
2020年12月13日，蘇貞昌參訪臺灣漫畫基地，使用振興三倍券購買臺灣原創漫畫送給其孫女。不料，有網友發現，蘇貞昌結帳時在統一發票打上了行政院統一編號「03722403」。對此，李孟諺澄清，行政院院長個人消費依法不能用公款核銷；為避免社會誤解，行政院已責成交際科同仁，明日立即向蘇貞昌拿到統一發票後，前往臺灣漫畫基地更換發票。